# Stadionul Tineretului (Urziceni)
Stadionul Tineretului – stadion sportowy w Urziceni, w Rumunii. Został otwarty w 1976 roku. Może pomieścić 7000 widzów. Do 2011 roku swoje spotkania rozgrywali na nim piłkarze klubu Unirea Urziceni.

## Historia
Stadion został otwarty w 1976 roku. Latem 2002 roku gospodarz obiektu, klub Unirea Urziceni, został przejęty przez nowego sponsora, Valahorum SA. W ciągu pół roku stadion został rozbudowany do pojemności 7000 widzów. W 2003 roku Unirea po raz pierwszy w historii awansowała do drugiej ligi, a w roku 2006 do najwyższej klasy rozgrywkowej. Pod koniec 2007 roku stadion wyposażono w sztuczne oświetlenie o natężeniu 1400 luksów. W sezonie 2008/2009 zespół osiągnął swój największy sukces, zdobywając Mistrzostwo Rumunii. W kolejnym sezonie drużyna zdobyła wicemistrzostwo kraju. Latem 2010 roku klub sprzedał jednak większość kluczowych zawodników. W sezonie 2010/2011 zespół zajął w lidze miejsce spadkowe. Sponsor zaprzestał dalszego wspierania drużyny i klub upadł, nie przystępując do rozgrywek w następnym sezonie. Stadion pozostał odtąd opustoszały i wyniszczał, a maszty oświetleniowe przeniesiono na stadion Concordia w Chiajnie. W 2016 roku nowym gospodarzem obiektu została amatorska drużyna AS FC Urziceni, dzięki czemu stadion uporządkowano i przywrócono do życia.
Oprócz spotkań krajowych rozgrywek piłkarskich, na obiekcie rozegrano także mecz rewanżowy pierwszej rundy Pucharu UEFA w sezonie 2008/2009, w którym gospodarze ulegli 2 października 2008 roku niemieckiemu Hamburgerowi SV 0:2 (w pierwszym spotkaniu na Volksparkstadion padł bezbramkowy remis, w związku z czym do kolejnej rundy awansował Hamburger SV). Był to pierwszy występ Unirei w europejskich pucharach, w kolejnych latach z powodu niespełniania warunków licencyjnych UEFA przez stadion w Urziceni, Unirea swoje mecze w europejskich rozgrywkach (w tym mecze fazy grupowej Ligi Mistrzów sezonu 2009/2010) rozgrywała na stadionie Steauy Bukareszt. Na stadionie w Urziceni jeden mecz towarzyski rozegrała także piłkarska reprezentacja Rumunii, 20 sierpnia 2008 roku przeciwko Łotwie (1:0).